# Christoph Daniel Schenck
Christoph Daniel Schenck (aussi Christophorus Schenck) est un artisan sculpteur sur bois et ivoirier allemand du XVIIe siècle.
Originaire de Constance, Schenck est connu principalement pour ses œuvres d’art sacré baroque, des sculptures en bois dont des crucifixs qui se retrouvent dans de nombreuses églises du Sud de l’Allemagne, de Suisse et d’Autriche. Il signait ses œuvres C.D.S.
L’atelier familial de Constance produisit un autre artiste reconnu, Johann Caspar Schenck (1620-1674) à la cour impériale viennoise.